# Andeszadelrugtamarin
De Andeszadelrugtamarin (Leontocebus leucogenys)  is een zoogdier uit de familie van de klauwaapjes (Callitrichidae). De wetenschappelijke naam van de soort werd voor het eerst geldig gepubliceerd door John Edward Gray in 1866. Vroeger werd de soort gerekend als een ondersoort van de bruinrugtamarin, maar het is gebleken dat dit een aparte soort is.

## Voorkomen
De soort is endemisch in Peru.